# Kantega
Der Kangtega (Kāṅtegā, auch Kantega oder Kantaiga, "Schneesattel") ist ein Sechstausender in der Khumbu-Region in Nepal, östlich von Namche Bazar und südlich von Pangboche im sogenannten Hinku Himal.
Südlich des 6783 m hohen Kangtega liegen der Kyashar (6770 m) und Kusum Kanguru (6370 m), westlich der Thamserku (6623 m), östlich Malanphulan (6573 m) und Peak 41 (6548 m) und nordöstlich die Ama Dablam (6856 m).
Der Kangtega ist über einen Bergkamm mit dem Thamserku verbunden. Beide Berge bilden auf den von Namche Bazar ausgehenden Trekkingrouten ein prominentes südliches Panorama, wobei der felsige Hauptgipfel des Kangtega oft vom namensgebenden vergletscherten Nordgipfel verdeckt ist. Von ihrem Zwischenkamm ergießt sich in nordwestliche Richtung der Phungi-Gletscher, der in tieferen Lagen in einen Gletscherbach, den Phungi Khola, übergeht. Von der Südseite des Kangtega ergießt sich der mächtige King-Taiga-Gletscher, von der Südostseite der Hinku-Nup-Gletscher, die bereits zum Makalu-Barun-Nationalpark gehören.

## Besteigungsgeschichte
Einer Expedition unter der Führung von Edmund Hillary gelang die Besteigung des Kangtega im Juni 1963. Die Aufstiegsroute führte vom Hinkugletscher über die Ostflanke des Berges. Die beiden Amerikaner David Dornan und Tom Frost sowie die beiden Neuseeländer Michael Gill und Jim Wilson erreichten am 5. Juni den Gipfel.

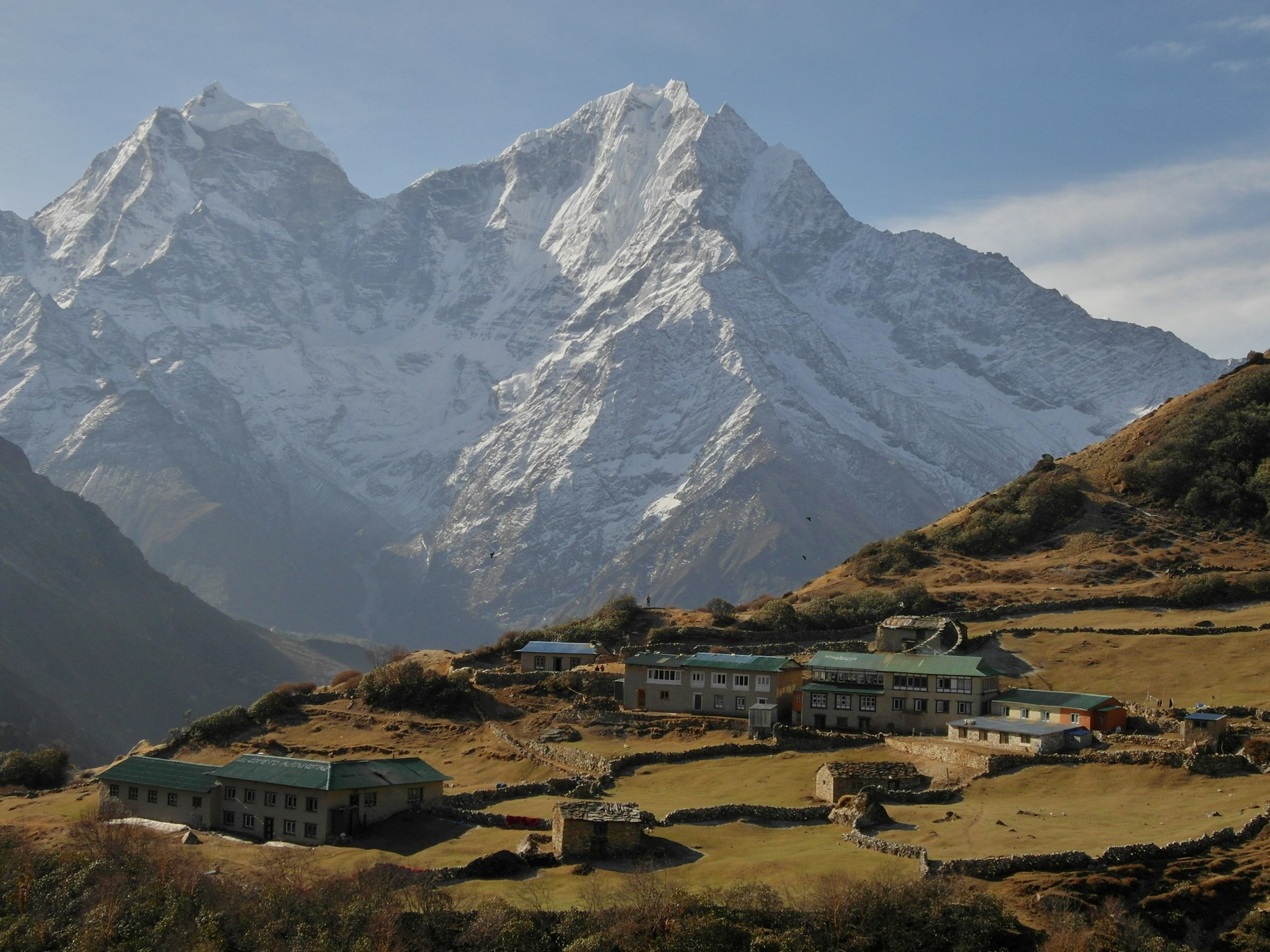
Der Kangtega-Nordgipfel links, rechts der Thamserku, vom Dorf Dole (von Nordwesten) aus gesehen.
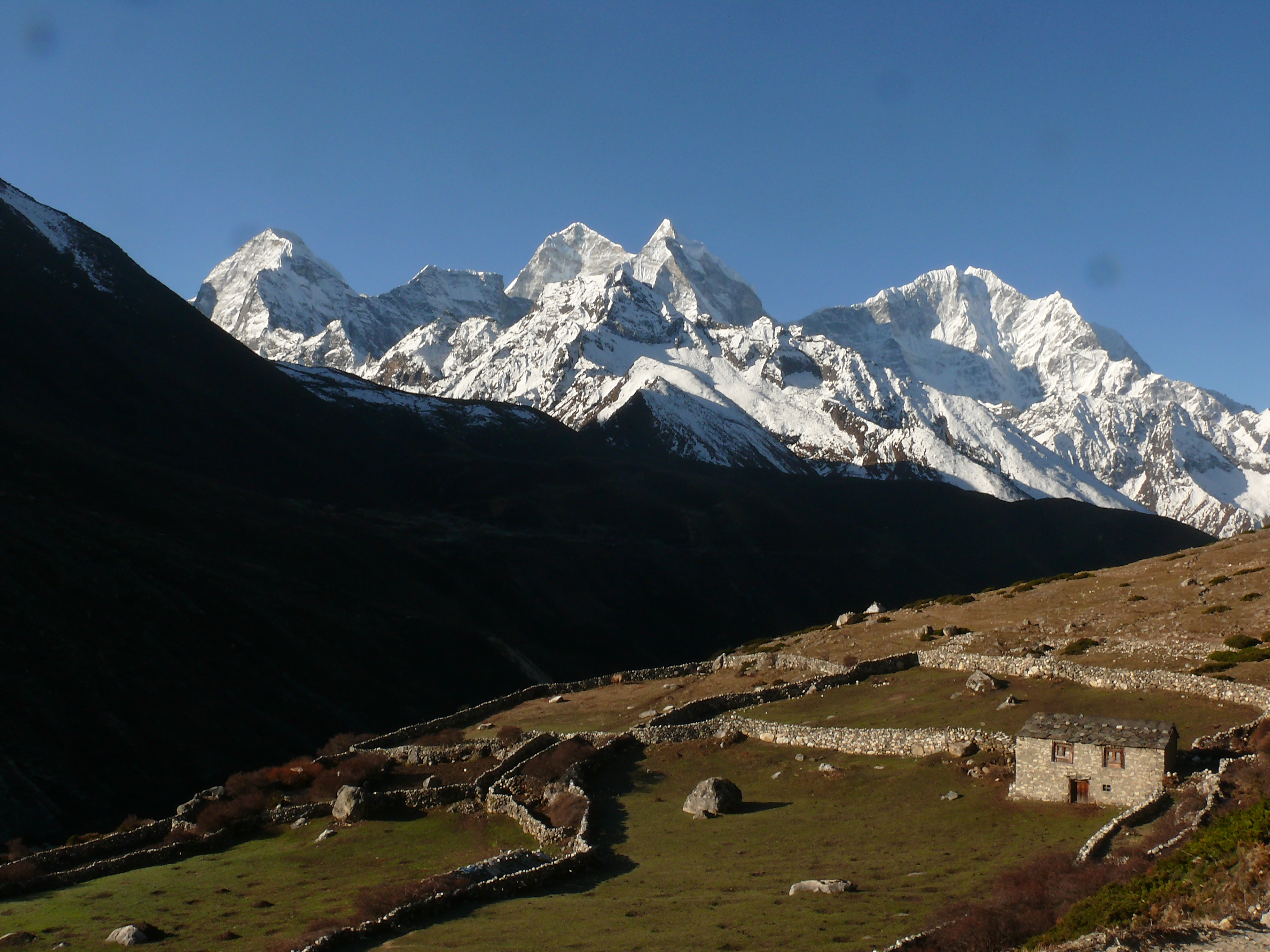
Kangtega (Mitte) von Churo (Tsuro) nahe Pheriche aus gesehen. Rechts Thamserku.